# Drosophila (schimmel)
Drosophila  is een geslacht van paddenstoelen in de familie Psathyrellaceae.

## Soorten
Volgens Index Fungorum telt het geslacht in totaal vier soorten (peildatum oktober 2023):
| Soortnaam                   | Auteur(s)        | Publicatiejaar |
| --------------------------- | ---------------- | -------------- |
| Drosophila chondrodermoides | Romagn.          | 1976           |
| Drosophila punctata         | R. Heim          | 1966           |
| Drosophila radicellata      | Malençon         | 1970           |
| Drosophila spadicophylla    | Kühner & Romagn. | 1953           |